# 헬로 미스터 테디
헬로 미스터 테디는 2013 대학만화 최강자전에서 8강에 진출했던 작품이다. 큰호응을 얻었으나 12화 연재권이라는 걸림돌에 걸려 정식연재를 하지 못하였다.